# El Tepetate, Victoria
El Tepetate är en ort i Mexiko.   Den ligger i kommunen Victoria och delstaten Guanajuato, i den centrala delen av landet, 230 km nordväst om huvudstaden Mexico City. El Tepetate ligger 1 746 meter över havet och antalet invånare är 322.
Terrängen runt El Tepetate är huvudsakligen kuperad, men österut är den bergig. El Tepetate ligger nere i en dal. Runt El Tepetate är det ganska glesbefolkat, med 24 invånare per kvadratkilometer. Närmaste större samhälle är Victoria, 3,8 km väster om El Tepetate. Omgivningarna runt El Tepetate är i huvudsak ett öppet busklandskap.